# Лукуњано (Лече)
Лукуњано (итал. Lucugnano) је насеље у Италији у округу Лече, региону Апулија.
Према процени из 2011. у насељу је живело 1773 становника. Насеље се налази на надморској висини од 106 м.